# كتلبة كبيرة الثمار
كتلبة كبيرة الثمار (الاسم العلمي:Catalpa macrocarpa) هي نوع من النباتات تتبع جنس الكتلبة من الفصيلة البنيونية.